# Bucher Straße 22

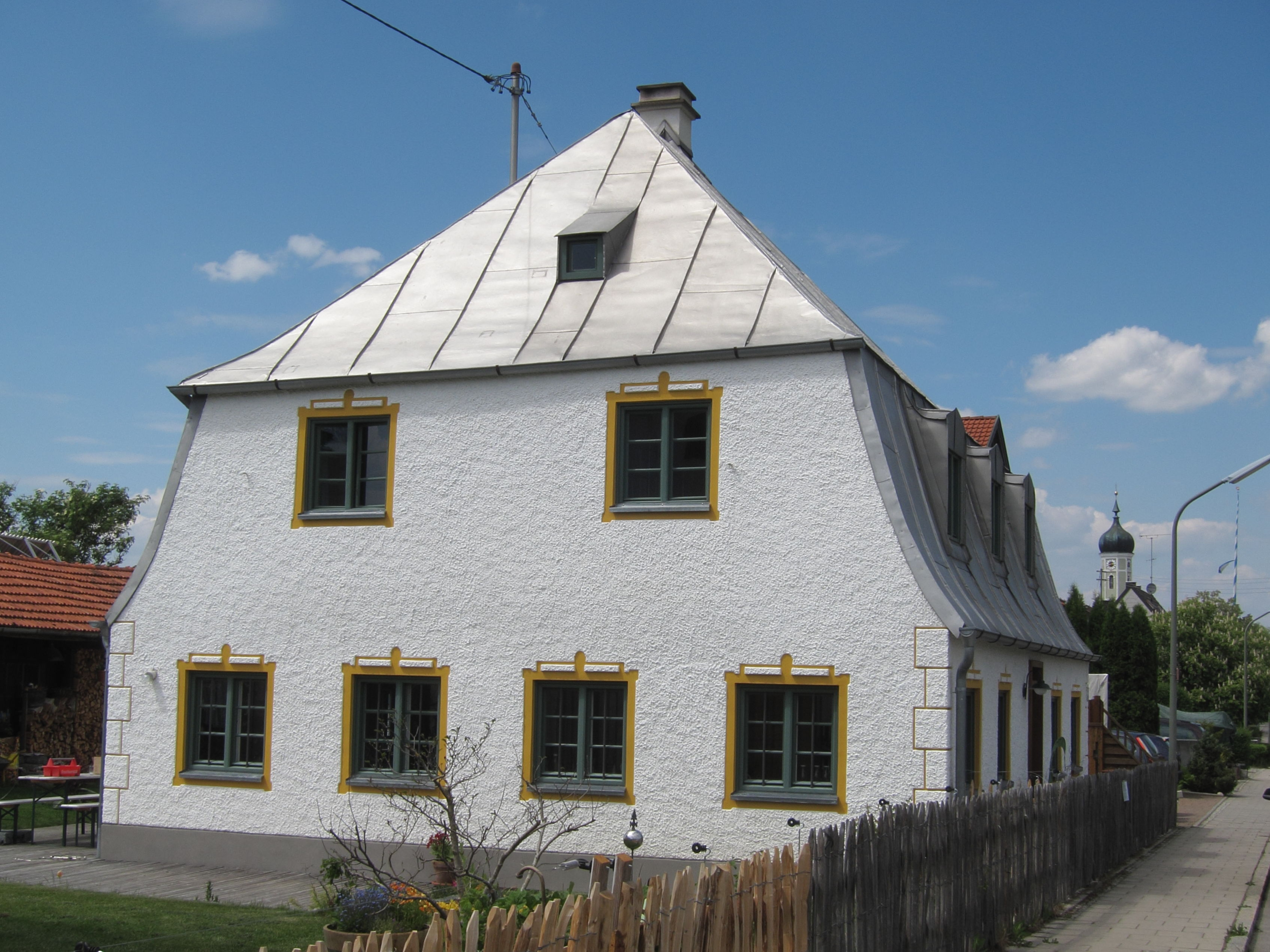
Bucher Straße 22

Die Bucher Straße 22 ist ein Wohnhaus mit Mansardwalmdach im Ortsteil Zorneding der Gemeinde Zorneding. Der in der ersten Hälfte des 19. Jahrhunderts entstandene biedermeierliche erdgeschossige Bau ist unter der Nummer D-1-75-139-7  als Denkmalschutzobjekt in der Liste des Bayerischen Landesamtes für Denkmalpflege eingetragen.